# Dysauxes lacrimans
Dysauxes lacrimans là một loài bướm đêm thuộc phân họ Arctiinae, họ Erebidae.